# Oosterbeek
Oosterbeek is een voormalige gemeente en de grootste plaats van de gemeente Renkum, in de Nederlandse provincie Gelderland vlak ten westen van de stad Arnhem. De plaats heeft circa elfduizend inwoners. Bernulphus van Utrecht is de patroonheilige van Oosterbeek.
Oosterbeek staat internationaal bekend om de Slag om Arnhem. In de Tweede Wereldoorlog speelde de plaats een belangrijke rol vanwege de luchtlanding en veldslag van de geallieerde troepen in september 1944, als onderdeel van Operatie Market Garden. Jaarlijks trekt de Airborne Wandeltocht duizenden bezoekers naar Oosterbeek van over de hele wereld. De grootste eendaagse wandeltocht ter wereld vindt ieder jaar plaats op de eerste zaterdag in september en vormt de aftrap van de Airborneherdenkingen in de regio. In 2020 was er geen Airborne Wandeltocht vanwege de coronapandemie die dat jaar uitbrak.

## Geschiedenis

### Etymologie en vroege geschiedenis

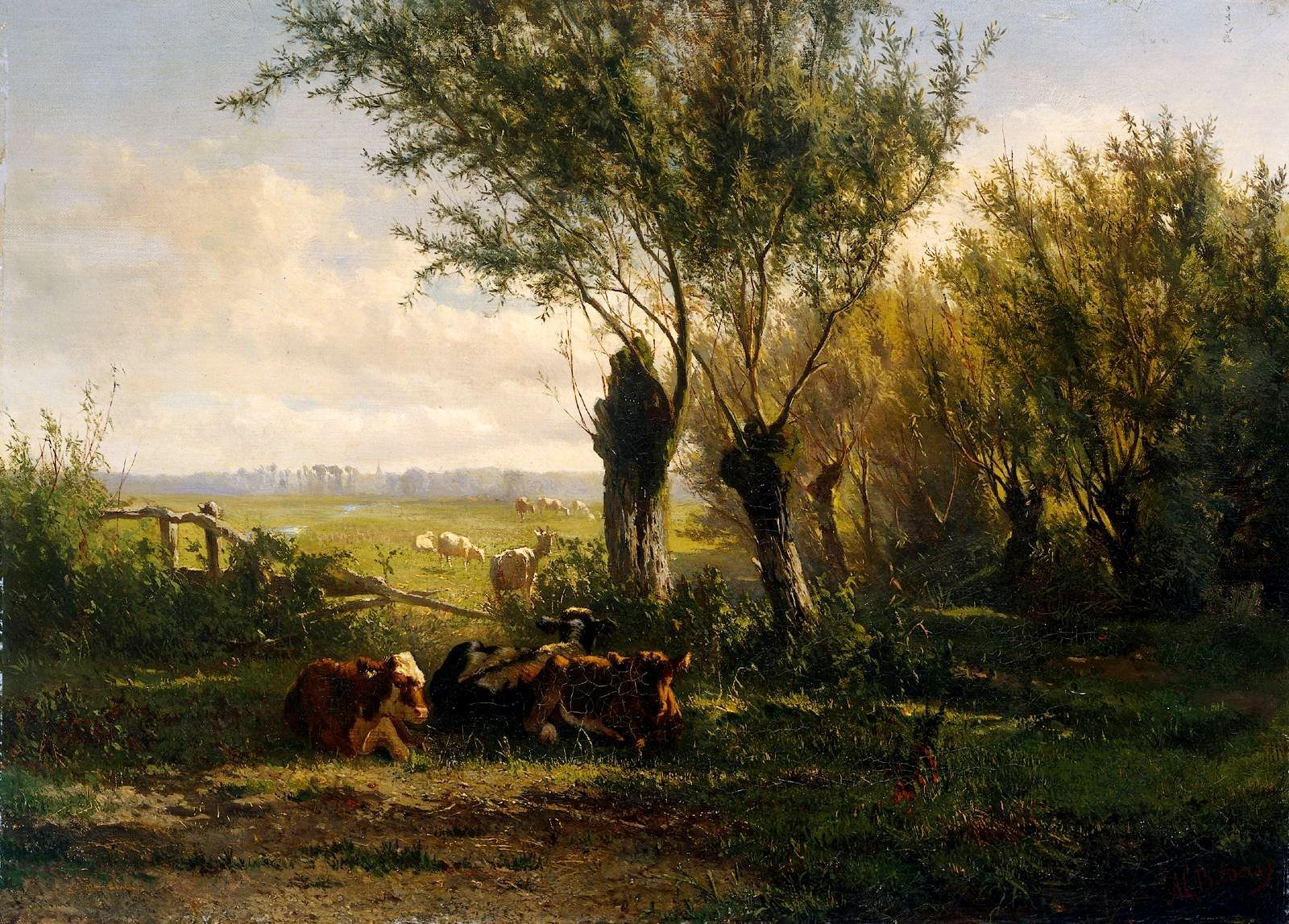
G.Bilders, Weiland bij Oosterbeek (1860)

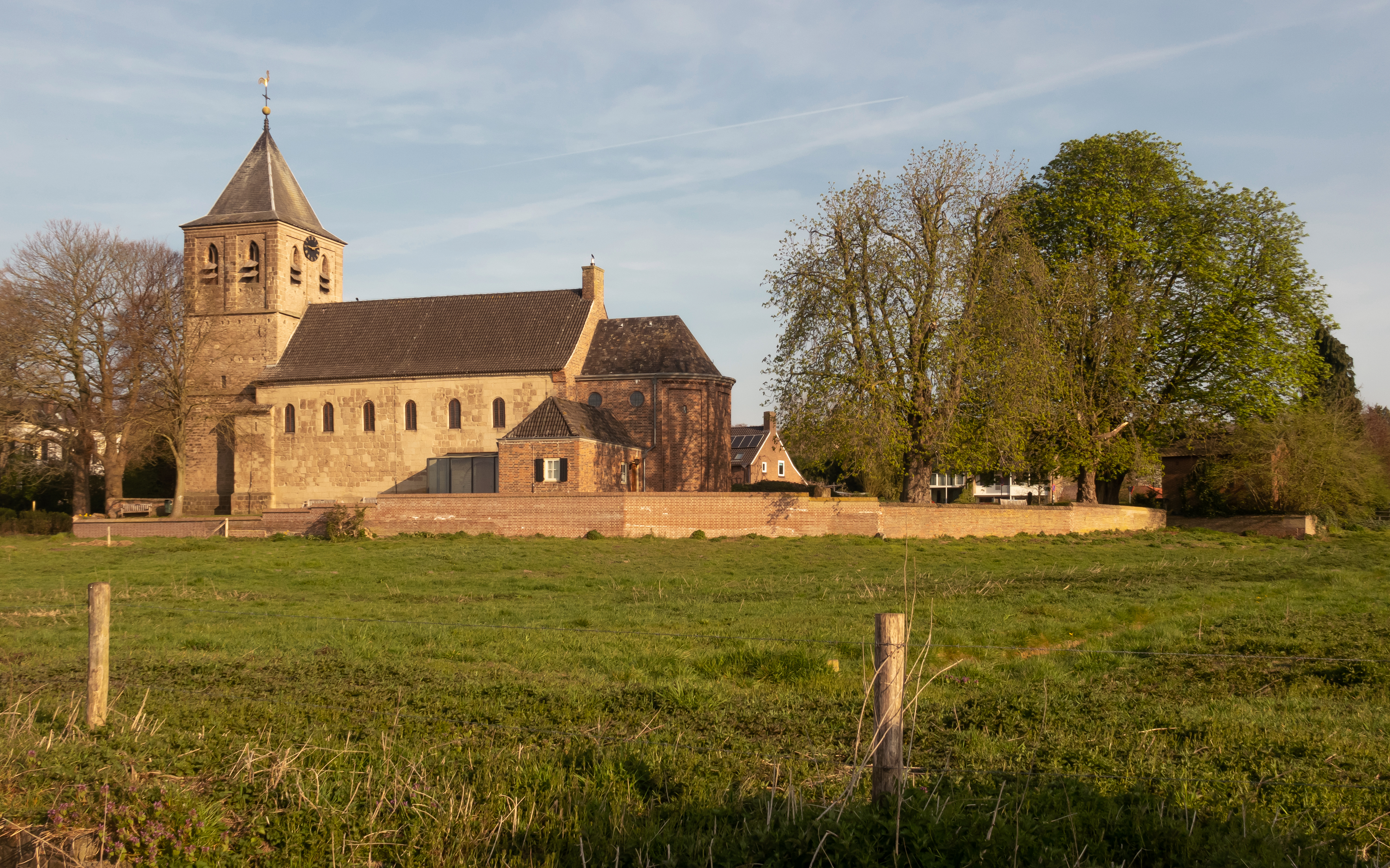
Oude Kerk van Oosterbeek

De naam Oosterbeek zou zijn afgeleid van Ostbac, de beek die door het Zweiersdal stroomde. In de 10e eeuw werd bij Oosterbeek een kerkje gebouwd. Delen daarvan maken nog deel uit van de huidige Oude Kerk op die plaats. Het is daarmee een van de oudste nog bestaande kerkgebouwen in Nederland. In de 14e eeuw werd het kerkje uitgebreid met een toren, en werd in de buurt een klooster gebouwd.
In de Franse tijd ontstond de gemeente Oosterbeek, waaraan op 1 januari 1812 Doorwerth werd toegevoegd. De gemeente Oosterbeek werd op 1 januari 1818 gesplitst in twee nieuwe gemeenten: Renkum en Doorwerth.

### Hollandse Barbizon
Oosterbeek was gedurende de 19e eeuw geliefd bij kunstschilders en ontwikkelde zich tot een schildersdorp. Willem Maris ontwikkelde hier zijn landschapschilderen, en maakte er in 1855 kennis met Anton Mauve. De kunstschilder Hendrik Willem Mesdag bracht hier de zomer van 1866 door, en werkte er samen met Johannes Warnardus Bilders. Tussen 1860 en 1870 werd Oosterbeek wel het Hollandse Barbizon genoemd; de groep schilders die er werkten worden wel aangeduid als de 'Oosterbeekse school'. Ook Jan Toorop heeft hier geschilderd. Toorop vervaardigde de kruiswegstaties in de kerk van St. Bernulphus aan de Utrechtseweg. Verder werkten er Jacob Maris, Matthijs Maris, Paul Joseph Constantin Gabriël en Hendrik Dirk Kruseman van Elten. Later werkte er ook Antoon Markus (1870-1955).
Schrijver Jacob van Lennep overleed in 1868 te Oosterbeek en ligt er ook begraven. In de tweede helft van de negentiende eeuw groeit Oosterbeek, vanwege het bosrijke gebied van de zuidelijke Veluwe, uit tot villadorp. De grote toestroom van welgestelden in die tijd heeft de sociale gelaagdheid van de bevolking aanzienlijk veranderd. In Oosterbeek is daarom nu ruim één procent van de huizen meer dan een miljoen euro waard. Dit blijkt uit cijfers die de Gemeente Renkum heeft gepubliceerd. De huizenprijzen in de andere dorpen in de Gemeente Renkum blijven achter bij Oosterbeek.

### Slag om Arnhem
Tijdens de Slag om Arnhem deed de kerk in Oosterbeek dienst als verbandpost voor de geallieerde troepen die te Oosterbeek bijeengedreven waren. Hij raakte zwaar beschadigd in de strijd, maar werd in 1946 hersteld; toen bleek ook de tiende-eeuwse oorsprong. Vrijwel het gehele benedendorp van Oosterbeek werd verwoest tijdens de Slag om Arnhem. In hotel Hartenstein was tijdens deze slag het hoofdkwartier van de Britse 1e Luchtlandingsdivisie onder bevel van generaal-majoor Roy Urquhart gevestigd. De Urquhartlaan is vernoemd naar hem.
Ook Hartenstein werd grotendeels verwoest, maar na de oorlog weer opgebouwd. Sinds 1980 is hier het Airborne Museum gevestigd. De bevolking zocht bescherming in schuilkelders, bijvoorbeeld een openbare schuilkelder op een braakliggend terrein aan de Borgerweg, achter de huizen aan de Mariënbergweg. De meeste gesneuvelde geallieerde militairen van de Slag om Arnhem liggen begraven op de Airborne War Cemetery. Ter herdenking van de Slag om Arnhem vindt iedere eerste zaterdag van september in Oosterbeek het grootste eendaagse wandelevenement ter wereld plaats; de Airborne Wandeltocht. Ook de Oude Kerk is een belangrijke herdenkingsplek met betrekking tot de Slag om Arnhem.

### Jan van der Molen
Heuveloord was de naam van de villa aan de Emmastraat ongeveer ter hoogte van de tegenwoordige Beatrixweg waar onder anderen J. van der Molen Tzn heeft gewoond. Deze bekleedde het burgemeesterschap van Renkum van 1923 tot 1934. De ontwikkeling van Doorwerth als woongebied werd door hem sterk bevorderd. In Doorwerth zijn een plein en de daarvandaan naar Kievitsdel leidende allee naar hem genoemd.

## Openbaar vervoer

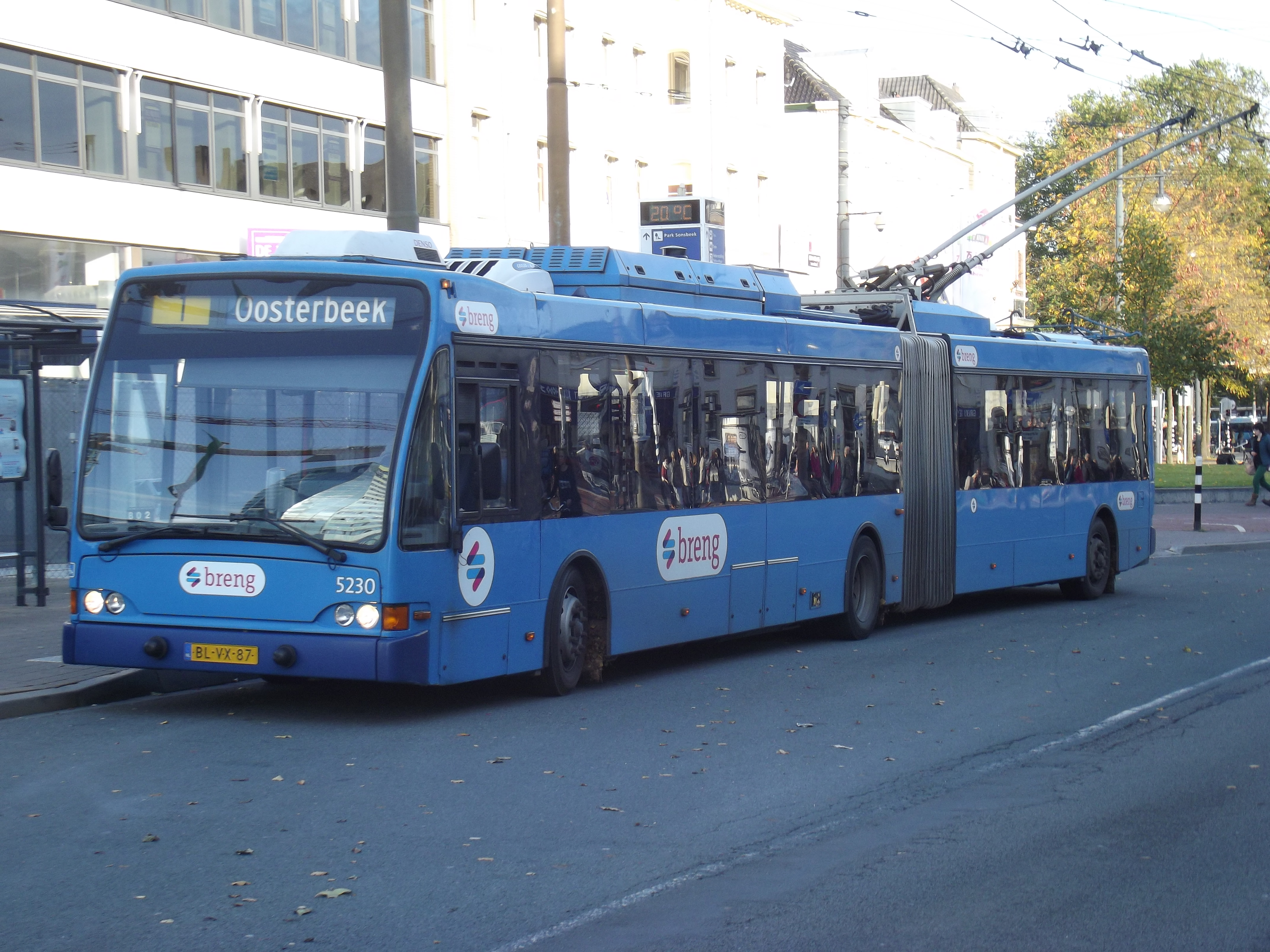
Trolleylijn 1 tussen Velp en Oosterbeek.

Oosterbeek beschikt sinds 1845 over een spoorwegstation. Hiervandaan vertrekken sprinters richting station Ede-Wageningen en station Arnhem Centraal. Van 1884 tot 1944 was Oosterbeek ook per tram bereikbaar. Het station had tussen 1950 en 2021 een halte van trolleylijn 1 van Hermes (Breng) richting Arnhem en Velp.

## Geboren
- Jonathan Bönhoff (1857-1932), burgemeester
- Jan Beelaerts van Blokland (1909-2005), verzetsstrijder en militair
- Jan Böcker (1909-1944), Rooms-katholiek geestelijke en verzetsstrijder
- Julia Beelaerts van Blokland (1923-2006), schilderes
- Lykle Hogerzeil (1927-2011), lepra-arts
- Ferdi Elsas (1942-2009), crimineel
- Jette van der Meij (1954), actrice en zangeres
- Ben Slingenberg (1954), kinderboekenschrijver
- Frank Versteegh (1954), aerobaticspiloot
- Antoinette Jelgersma (1955), actrice
- Marjoleine de Vos (1957), journaliste en columniste
- Lans Bovenberg (1958), econoom
- Siebe Henstra (1958), musicus (klavecinist en organist)
- Miranda van Kralingen (1960), operazangeres
- Jop de Vries (1962), acteur, regisseur
- Arno Hofstede (1965), voetballer
- Peter Hofstede (1967), voetballer en voetbaltrainer
- Barend Courbois (1967), musicus (bassist)
- Stefan Wijkamp (1967), actievoerder
- Rob Janssen (1968), DJ (DJ Rob)
- Eric Corton (1969), zanger, presentator, acteur en diskjockey
- Renske Helmer-Englebert (1969), politica
- Albert Jan van Rees (1974), regisseur en acteur
- Constant Kusters (1970), politicus
- Thomas Gast (1983), stand-upcomedian
- Tije Vlam (1985), volleyballer
- Iris Hesseling (1987), actrice
- Koen Weijland (1992), presentator en voormalig e-sporter

## Overleden
- Jacob van Lennep (1802-1868), politicus en schrijver
- Johannes Warnardus Bilders (1811-1890), kunstschilder
- Johannes Kneppelhout (1814-1885), auteur
- Gerrit Berkhoff (1901-1996), scheikundige en eerste rector magnificus TU Twente
- Kate ter Horst (1906-1992), huisvrouw
- Jan Beelaerts van Blokland (1909-2005), verzetsstrijder en militair
- Samuël Swarts (1917-1944), meubelmaker en verzetsstrijder
- Jan Just Bos (1939-2003), botanicus en televisie presentator

## Bekende (oud-)inwoners
- Maurits Cornelis Escher (1898-1972), kunstenaar[3]
- Jette van der Meij (1954), actrice en zangeres
- Erik Buijs (1970), beeldhouwer
- Rein Baart (1972), voetballer en keeperstrainer
- Tony de Ridder (1886-1971), schrijver
- Esmée Denters (1988), zangeres
- Dafne Schippers (1992), atlete

## Wetenswaardigheden
- In Oosterbeek staat een van de dikste mammoetbomen van Nederland.[4]
- In de 19e-eeuwse Bernulphuskerk is de kruisweg door Jan Toorop te bezichtigen. Voor de kerk staat een Heilig Hartbeeld (1931) van August Falise.
- Verder zijn in Oosterbeek het Airborne Museum en de Airborne Begraafplaats te bezoeken.
- Te Oosterbeek bevindt zich het Hotel De Bilderberg, waar in 1954 de eerste Bilderberg-conferentie werd gehouden.
- Sinds 2012 is hier de Nederlandse dependance van het Glock Horse Performance Center gevestigd, waar de dressuurruiters Edward Gal en Hans Peter Minderhoud en de trainer Nicole Werner werken en wonen.[5]

## Galerij

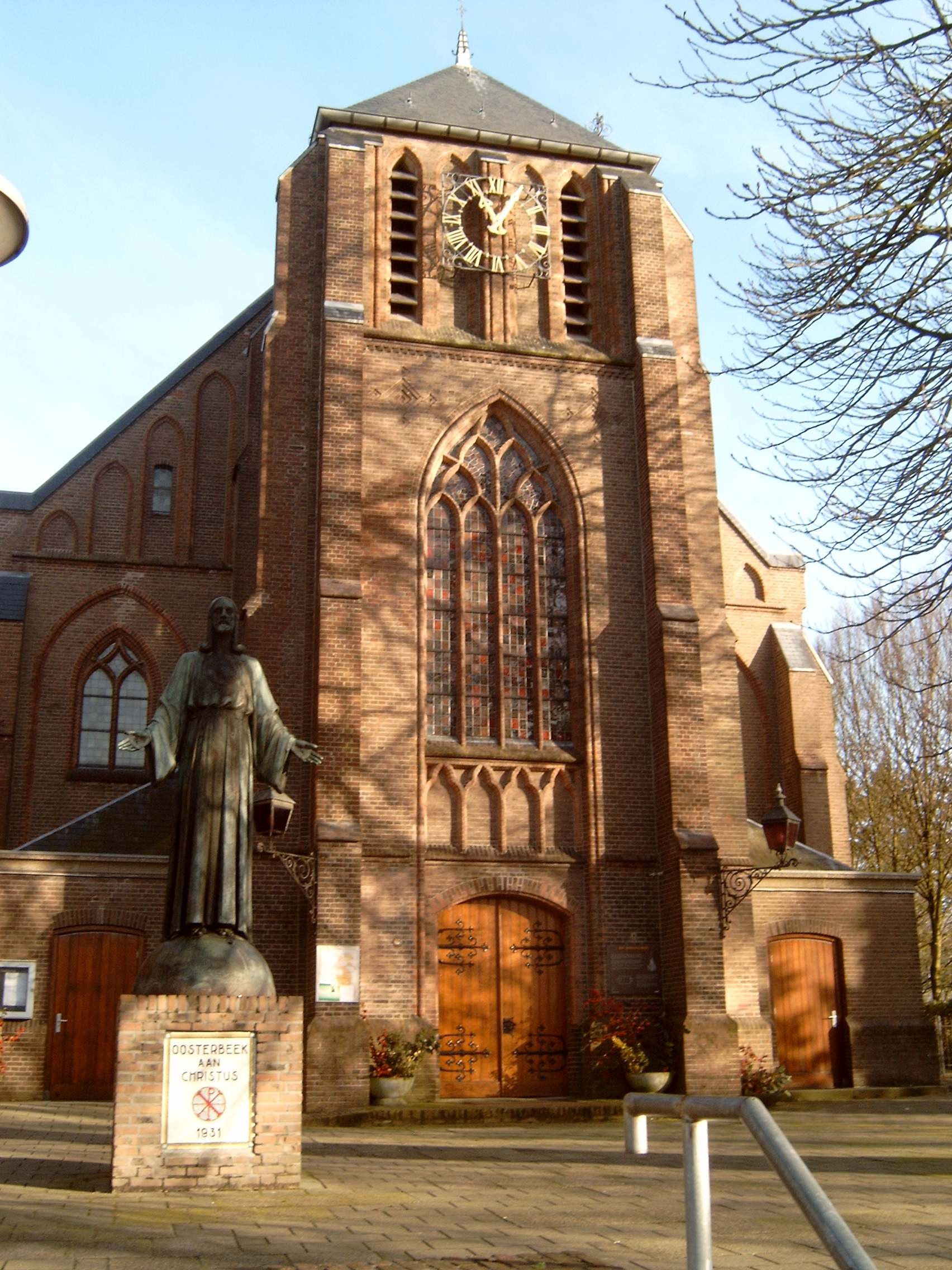
Bernulphuskerk uit 1884
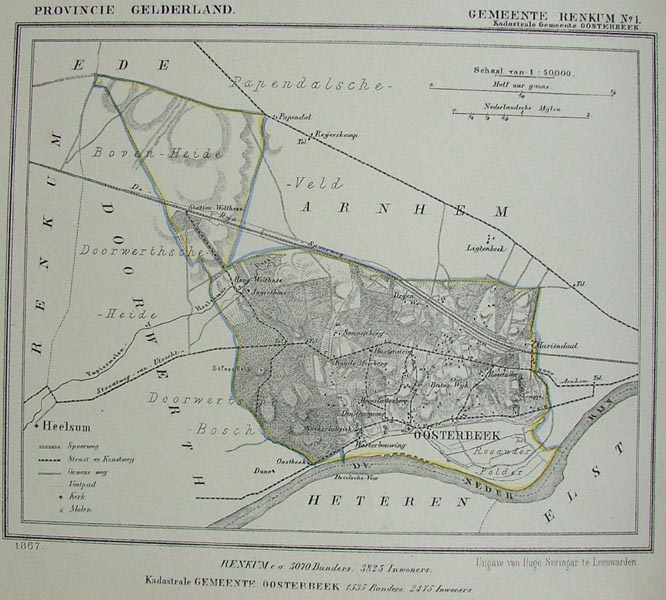
Oosterbeek in 1867
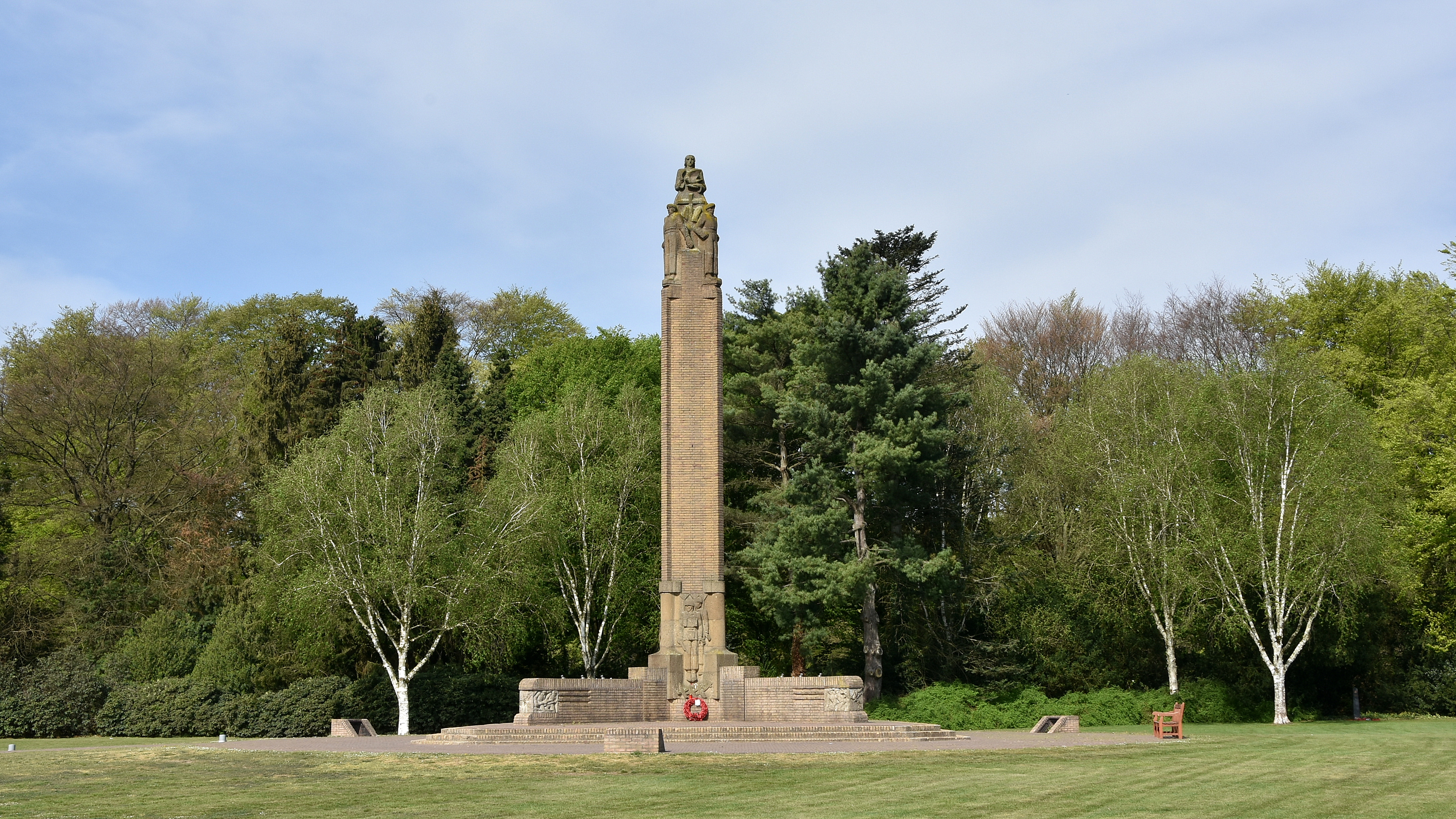
Airborne Monument
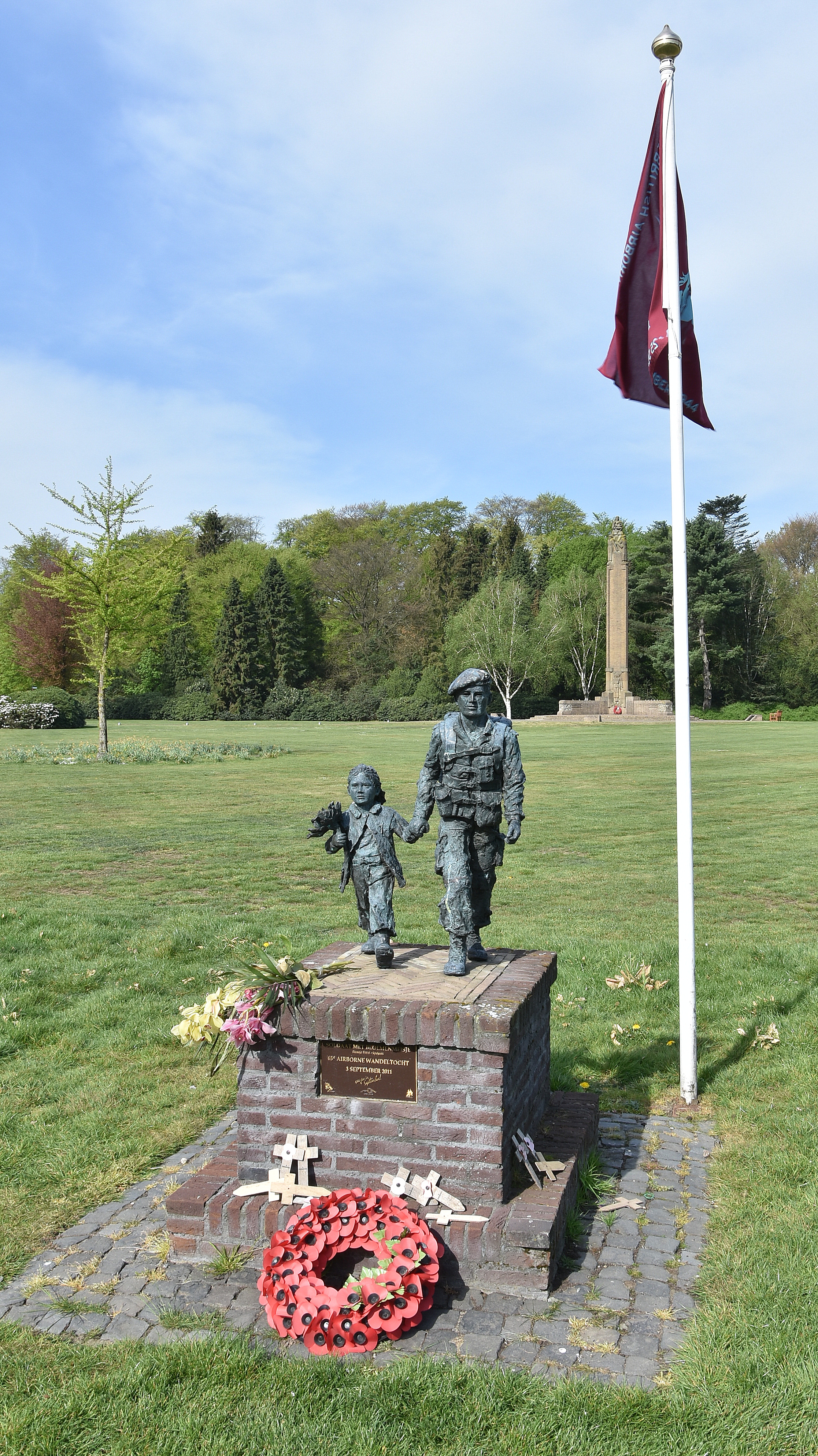
Soldaat met bloemenmeisje
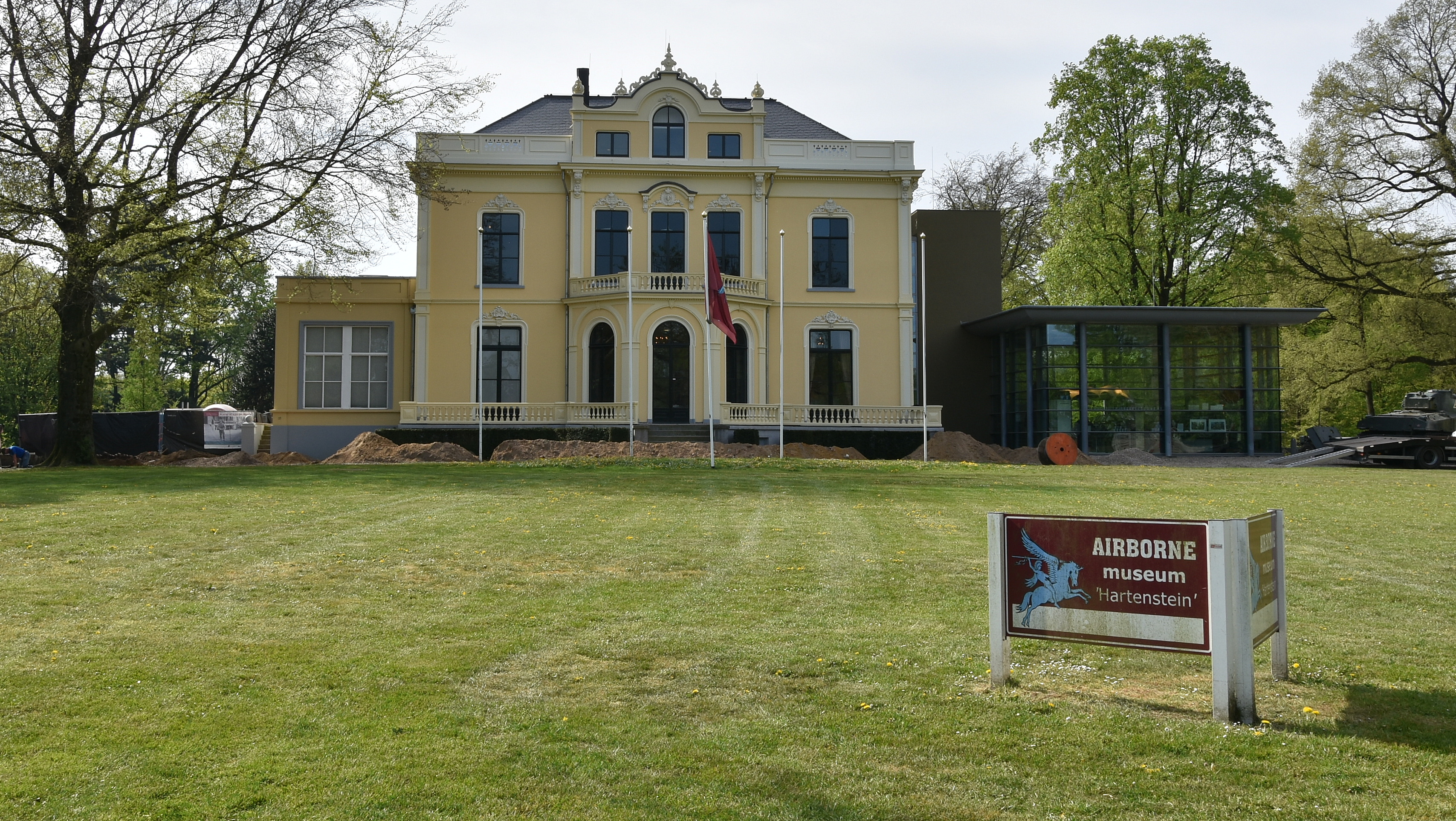
Hartenstein Airborne Museum
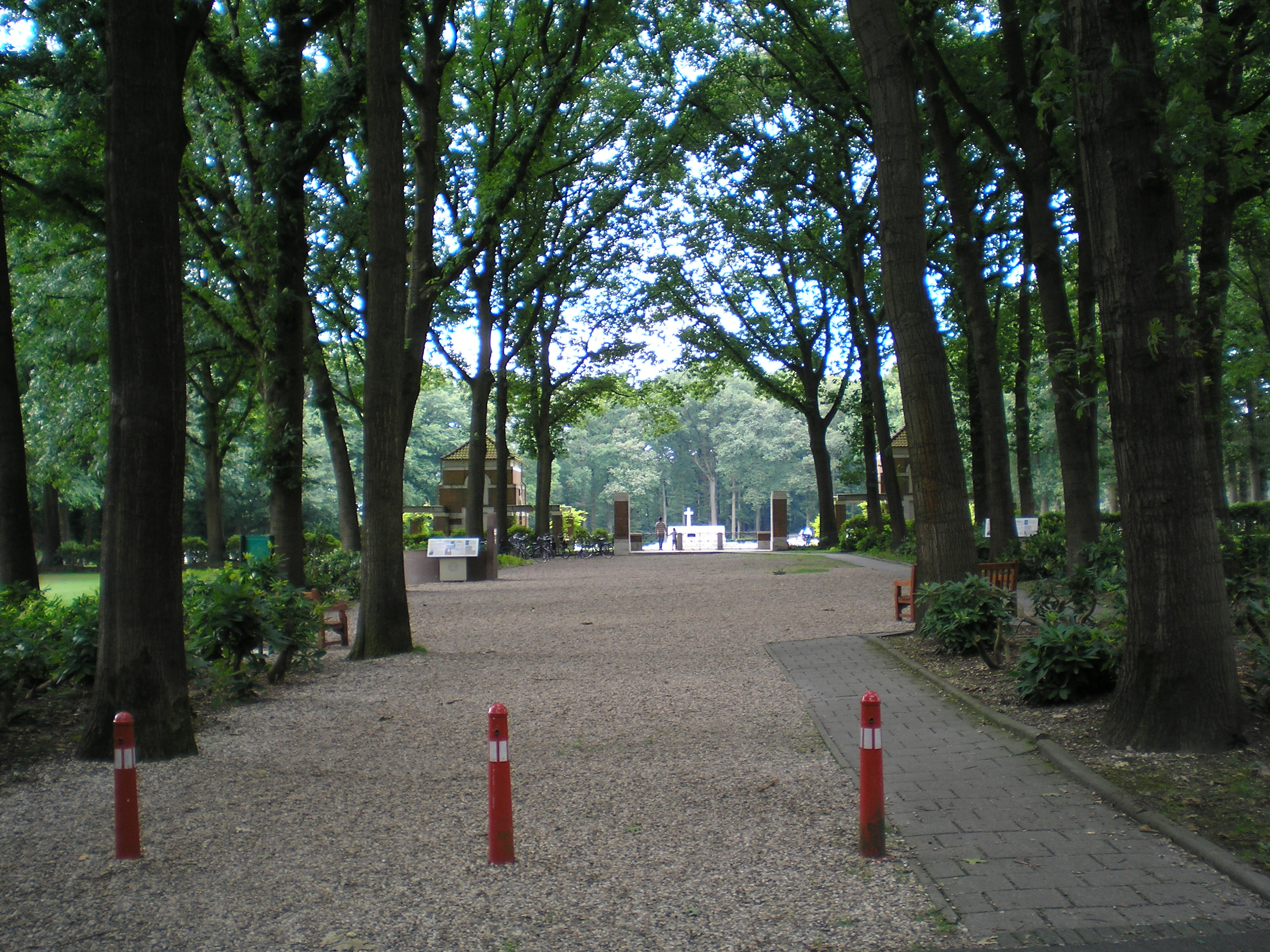
Airborne War Cemetery aan de Van Limburg Stirumweg